# Diagrama presiune–entalpie

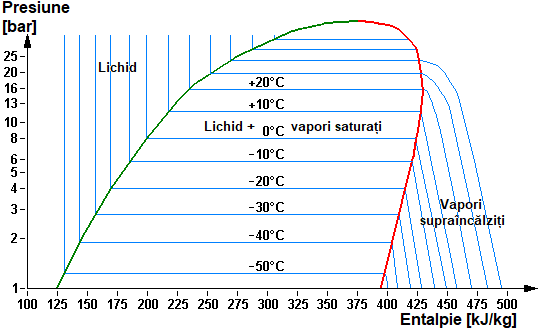
Exemplu (fictiv) de diagramă p-h

În termodinamică diagrama presiune–entalpie, diagrama p-h,, diagrama lgp-h sau diagrama p-i este folosită pentru a descrie modificările corespunzătoare ale presiunii în funcție de entalpie într-un sistem termodinamic. Principala sa aplicație este reprezentarea ciclurilor mașinilor frigorifice și al pompelor de căldură care lucrează cu compresiune de vapori.

## Descriere
O diagramă p-h este un grafic care prezintă pe axa p presiunea în funcție de entalpia masică reprezentată pe axa h  în diverse procese termodinamice. Pentru comoditate, pe axa p este reprezentat logaritmul zecimal al presiunii. Această diagramă depinde de proprietățile termodinamice ale agentului frigorific de lucru, ca urmare este nevoie de diagrame specifice fiecărui agent, diagrame care se găsesc în literatura de specialitate.
Diagrama prezintă o curbă în formă de clopot ușor înclinat la dreapta, al cărui vârf corespunde punctului critic al agentului frigorific. Ramura din stânga a curbei (în imagine cu verde) este curba de saturație a lichidului, iar cea din dreapta (în imagine cu roșu) este curba de saturație a vaporilor. La stânga clopotului este domeniul lichidului, sub clopot este domeniul vaporilor umezi (amestec de lichid saturat cu vapori saturați), iar la dreapta clopotului este domeniul vaporilor supraîncălziți.
Într-o diagramă p-h transformările izobare sunt drepte orizontale, iar cele izentalpice (de exemplu laminări) sunt drepte verticale. Transformările izotermice (în imagine cu albastru) sunt verticale în domeniul lichidului, orizontale în domeniul vaporilor umezi și coborâtoare în domeniul vaporilor supraîncălziți. (La o oarecare distanță ele redevin verticale.) Transformările izentropice au o alură crescătoare cu entalpia.
O diagramă p-h este o diagramă energetică, adică în care energia produsă sau primită de 1 kg de agent frigorific sub formă de lucru mecanic, l, sau căldură,  q, poate fi citită direct din diagramă, ca diferențe de entalpie masică.

## Cicluri în diagrama p-h

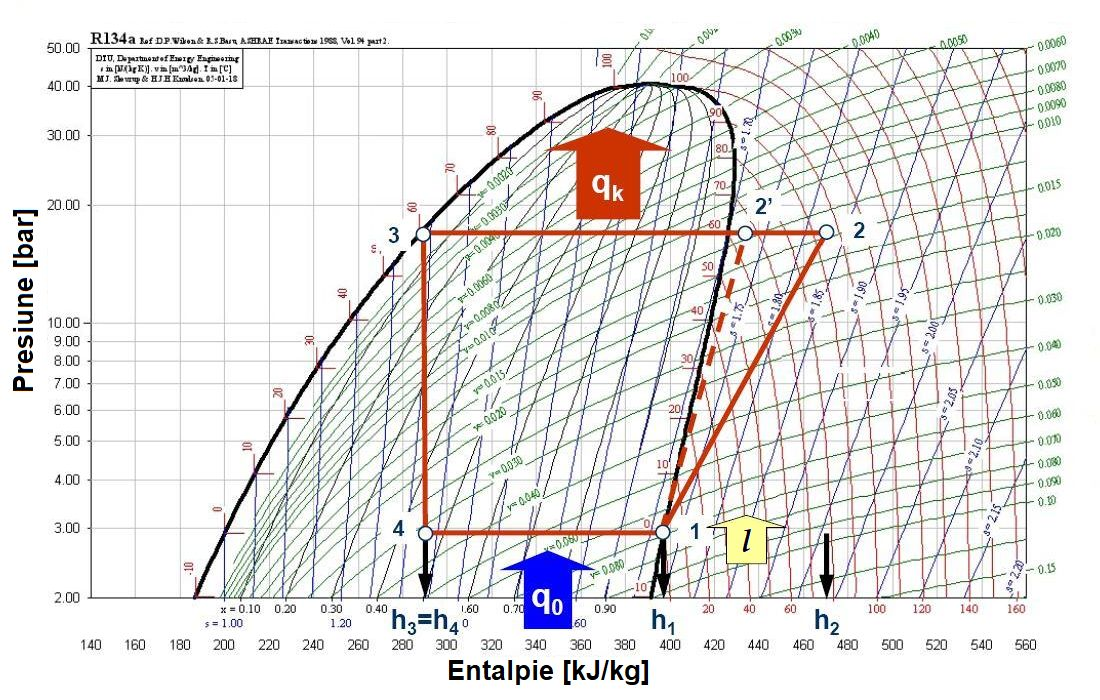
Un ciclu simplu (monoetajat) al unei mașini frigorifice care funcționează cu R134a în diagrama p-h

Dacă după parcurgerea lanțului de procese dintr-o diagramă p-h sistemul revine la starea (presiunea și entalpia) inițială, diagrama reprezintă un ciclu.
Figura alăturată prezintă într-o diagramă p-h caracteristicile unui ciclu al unei mașini frigorifice care lucrează cu 1 kg de agent frigorific R134a. Acesta arată o serie de stări, numerotate de la 1 la 4. Calea dintre fiecare două stări consecutive reprezintă o transformare în care se modifică presiunea sau entalpia sistemului (sau ambele). În figură, vaporii saturați intră în compresor în starea 1 și sunt comprimați până la presiunea punctului 2. Dacă comprimarea ar fi izentropică (ideală), procesul ar avea loc pe calea 1-2' și ar avea nevoie de un lucru mecanic minim. Însă compresorul are un randament termic subunitar, astfel că transformarea reală este 1-2, în care trebuie introdus lucrul mecanic l. Punctul 2 se află în domeniul vaporilor supraîncălziți. În transformarea 2-3 izobară din condensator vaporii cedează spațiului cald căldura qk, se răcesc și se condensează. În punctul 3 vaporii s-au condensat în totalitate, starea agentului frigorific fiind de lichid la saturație. Din starea 3 lichidul trece printr-un ventil de laminare, care, printr-un proces izentalpic îi reduce presiunea până la valoarea din punctul 4. De aici, în transformarea 4-1 din evaporator, fracțiunea lichidă se vaporizează complet, absorbind din spațiul rece căldura q0.

## Aplicații în termodinamică
Diagrama p-h se folosește la calculul și proiectarea atât a mașinilor frigorifice, cât și a pompelor de căldură care lucrează cu compresiune de vapori.

Diverse reprezentări în diagrama p-h
Ciclu monoetajat cu subrăcirea agentului frigorific
Ciclu monoetajat cu pierderi de presiune în condensator și vaporizator
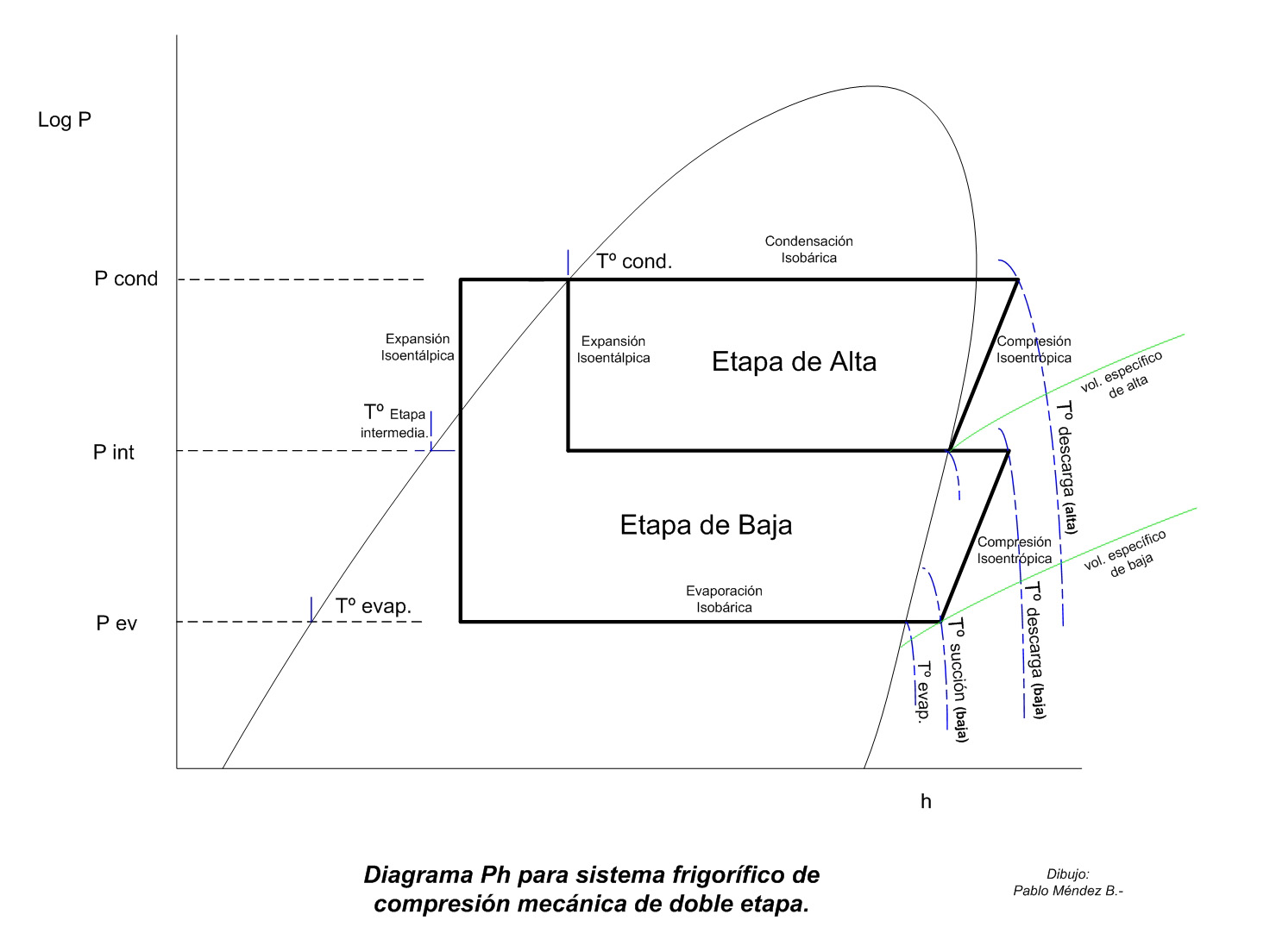
Ciclu bietajat